# Selvforsikring
Selvforsikring er en risikostyringsmetode, hvor man afsætter et bestemt nøje udregnet beløb til at kunne kompensere for mulige fremtidige tab. Metoden står således i modsætningsforhold til forsikring, hvor man betaler et forsikringsselskab for at dække eventuelle skader.
Selvforsikring er baseret på forsikringsmatematik og store tals lov, således at det afsatte beløb er tilpas stort til at kunne dække fremtidige tab. Ræsonnementet er at selvforsikring i mange tilfælde vil være billigere end at tegne en police hos et kommercielt forsikringsselskab.
Såvel den danske stat som flere af kommunerne er selvforsikrende; se erstatningsansvarsloven § 20. Statens institutioner reserverer hvert finansår 1 procent af deres samlede indtægter til at kunne afholde udgifter til forsikringsbegivenheder.